# Усадьба Ширинов
Усадьба Ширинов (Германовичская усадьба) — историческое здание и дворцово-парковый комплекс конца XVIII века в Германовичах, памятник архитектуры (номер 212Г000834). Расположена на северо-западной окраине агрогородка, на берегу Дисны.

## История
В 1782 году деревню Германовичи у графа Юзефа Гильзена купил Игнатий Ширин. Он начал возводить усадьбу, а завершилось строительство при его сыне Устине. В советское время в усадебном доме разместилась школа.
Сейчас в усадьбе расположен Музей искусства и этнографии имени Язепа Дроздовича.

## Архитектура
Каменный усадебный дом построен в стиле классицизма. Он двухэтажный, прямоугольный в плане. На фасаде два боковых ризалита с треугольными фронтонами. Главный вход в дом, оформленный двухколонным портиком, находится в одном из ризалитов. Такой же портик есть и на другом ризалите. Фасад первого этажа рустован. Центральная часть фасада второго этажа оформлена трёхчетвертной колоннадой тосканского ордера. По центру фасад венчает прямоугольный аттик. На дворовом фасаде ризалитом выделена центральная часть. Планировка здания анфиладная, изначальные интерьеры не сохранились. Частично сохранилась планировка пейзажного парка, спускавшегося от дома к реке. В ансамбль входят каменные служебные постройки, расположенные к северо-востоку от дома, декорированные в утрированных формах классицизма.